# Hymenophyllum lanatum
Hymenophyllum lanatum là một loài thực vật có mạch trong họ Hymenophyllaceae. Loài này được Fée miêu tả khoa học đầu tiên năm 1866.